# Giovanni Battista Adriani
Pour les articles homonymes, voir Adriani.
Giovanni Battista Adriani (Florence, 1511 ou 1513 - 1579) est un historien italien du XVIe siècle auteur d'une histoire de la ville de Florence pendant la Renaissance italienne.

## Biographie
Né d'une famille patricienne de Florence, Giovanni Battista Adriani a été le secrétaire de la République florentine, a défendu la cité pendant le siège de 1530, mais a rejoint les Médicis et fut professeur de rhétorique appointé de l'Université.
Entre 1570 et 1572, disciple de Giorgio Vasari, il l'assiste pour superviser la constitution du studiolo de François Ier au Palazzo Vecchio.
À la demande de Cosme Ier de Médicis, il écrit l'histoire de son temps, de 1536 à 1574.
Ainsi on peut trouver sa description des inondations de Florence en août 1547, qui fit une centaine de victimes.
Adriani a également composé en latin les oraisons funèbres de l'empereur Charles Quint et d'autres personnalités nobles, et est l'auteur d'une longue lettre sur les peintres et les sculpteurs antiques mise en tête du troisième volume des Vies de Vasari.

## Œuvres
- Préface sur les arts antiques dans l'édition de 1568 des Vies de Vasari.
- Tempos de suoi de dei d'Istoria, édités à Florence en 1583 (nouvelle édition  à Florence en 1872).
- Istoria de' suoi tempi, divisa in libri ventidue, exemplaire de 1583 de l'imprimerie  Giunti de  Florence, conservé à l'Accademia della Crusca
- Oraison funèbre de Charles Quint

## Hommages
- Le Museo Civico de Cherasco porte son nom.

## Sources
- (en) Cet article est partiellement ou en totalité issu de l’article de Wikipédia en anglais intitulé « Giovanni Battista Adriani » (voir la liste des auteurs).